# Московское энергетическое кольцо

Схема кольца. Пунктиром обозначена подстанция Каскадная, введённая в эксплуатацию в 2013 году

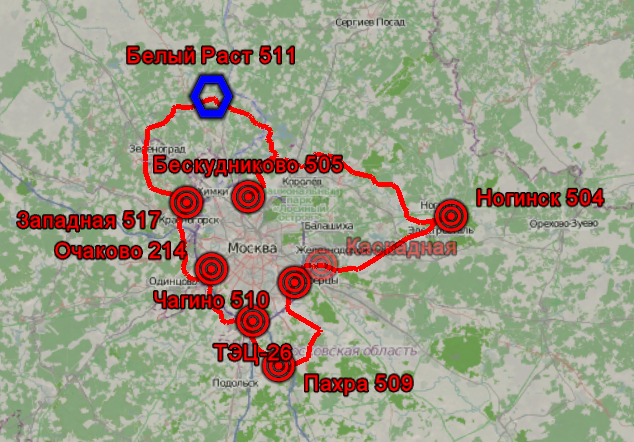
План кольца на карте OSM (по состоянию на 2011 год)

Московское энергетическое кольцо (также иногда Подмосковное энергокольцо) — кольцевая сеть электроснабжения Москвы. Является системообразующей сетью Московской энергосистемы. Введено в строй поэтапно, в 1955—1966 годах.

## Общие сведения
Московское энергетическое кольцо образовано высоковольтными линиями электропередачи (напряжение 500 кВ) и группой мощных узловых подстанций (ПС), расположенных как в черте города, так и в Московской области. Основная задача этих подстанций — понижение напряжения с 500 до 220 и 110 кВ и передача его на распределительные подстанции глубоких вводов.
Электроэнергия в кольцо поступает от Волжско-Камских гидроэлектростанций, Калининской АЭС, Костромской ГРЭС по линиям 750 и 500 кВ и от ближайших электростанций в Рязанской, Тульской и Калужской областях — по линиям 220 кВ.
Подобная «кольцевая» схема электроснабжения для крупнейших городов является наиболее надежной. При создании кольца в него входили ПС «Чагино», «Очаково», «Бескудниково», «Ногинск» и «Пахра».
Подстанции и распределительные устройства (РУ), расположенные в городе (внутри МКАД): «Бескудниково» (ПС-505), «Чагино» (ПС-510), «Очаково» (ПС-214), ОРУ 500 кВ ТЭЦ-26.
Областные ПС: «Белый Раст» (ПС-511) 750 кВ, «Ногинск» (ПС-504), «Трубино» (ПС-514), «Пахра» (ПС-509), «Западная» (ПС-517), «Каскадная» (включена по стороне 500 кВ).
Список линий электропередачи, составляющих кольцо, и линий, по которым кольцо соединено с энергосистемой страны, приведен отдельно по подстанциям. Если не указано иное, в них используется напряжение 500 кВ.

## Подстанции первого кольца

### Бескудниково
ПС «Бескудниково» (ПС-505) построена в 1956 году, расположена на севере Москвы. В 2006—2010 годах компанией «Энергостройинвест-Холдинг» была проведена реконструкция и техническое перевооружение станции, занимаемая площадь сократилась с 27 до 6,5 га. Открытые распределительные устройства заменены на закрытые комплектные устройства с элегазовой изоляцией. Подстанция полностью автоматизирована, внедрение новой системы управления и установка современного оборудования снизили требования к количеству обслуживающего персонала.
Данная подстанция является основным питающим центром для объектов севера Москвы и Московской области. На 2008 год мощность подстанции равна 2800 МВА.
Оборудование:
- 4 трансформатора 500/220 по 500 МВА;
- 2 трансформатора 220/110 по 200 МВА;
- 4 трансформатора 220/10 по 100 МВА.

Магистральные линии:
- Белый Раст — Бескудниково — 46,5 км;
- Ногинск — Бескудниково — 77,8 км;
- Трубино — Бескудниково — 37,7 км.

### Чагино
ПС «Чагино» (ПС-510) построена в 1958 году, расположена на юго-востоке Москвы/ Мощность 2000 МВА, после завершения очередного этапа реконструкции, с февраля 2019 года — 2200 МВА.
Оборудование (по планам на 2010 год от 2008 года):
- 2 трансформатора 500/220 по 500 МВА;
- 4 трансформатора 220/110 по 250 МВА;
- 2 трансформатора 220/10 по 100 МВА.

Магистральные линии:
- Пахра — Чагино — 36,4 км;
- Ногинск — Чагино — 52,1 км;
- Михайлов (Михайловская) — Чагино[9] — 182,1 км.

В мае 2005 года взрыв трансформатора ПС «Чагино» № 510 вызвал частичный разрыв Московского энергокольца. Вечером 23 мая из повреждённого трансформатора вытекло масло и загорелась трава. Было обесточено 5 линий метрополитена. Остановился главный конвейер ЗиЛа и весь электротранспорт города. В туннелях метро встали 43 поезда.

### Очаково
ПС «Очаково» (ПС-214) построена в 1952 году (на напряжение 220 кВ), расположена на западе Москвы. Кроме работы в составе кольца, подстанция принимает и распределяет мощность от ТЭЦ-25 (до 1370 МВт)
После реконструкции в 2008 году общая трансформаторная мощность подстанции составила 3650 МВА, в результате она стала самой мощной электроподстанцией в черте города Москвы, а также — крупнейшим объектом энергетического кольца. Оборудование:
- 4 трансформатора 500/220/20 кВ по 500 МВА;
- 5 трансформаторов 220/110/20 кВ по 250 МВА;
- 4 трансформатора 220/20 кВ по 100 МВА.

Магистральные линии:
- Западная — Очаково — 31,3 км;
- Очаково — ТЭЦ-26 — 26,9 км.

### ОРУ-500кВТЭЦ-26
Запущено в эксплуатацию в 1979 году, находится на юге Москвы.
Оборудование:
- АТ № 2 500/220 501МВА[11]

Магистральные линии:
- Пахра— ТЭЦ-26 — 17 км;
- Очаково — ТЭЦ-26 — 26,9 км.

### Белый Раст
ПС «Белый Раст» (ПС-511) — с 1966 по 2008 годы (до реконструкции ПС «Очаково») была самой мощной подстанцией кольца. Расположена к северу от Москвы. Действует с 1966 года. Через неё проходит транзит от ПС 750 Владимирская. 
Первая в СССР подстанция, использующая кроме линий 500 кВ, магистрали с напряжением 750 кВ.
На базе этой подстанции испытывались первые образцы отечественного оборудования на 750 кВ и 1150 кВ переменного тока и 1500 кВ (±750 кВ) постоянного тока. Уникальные испытательные установки после распада СССР были демонтированы; к настоящему времени от испытательного комплекса остался только огромный пустой ангар.
На подстанции эксплуатируются 6 автотрансформаторов (1 группы по 7 шт) 750/500/10 кВ по 417 МВА каждый (марка АОДЦТН-417000/750/500/10).
Эти трансформаторы больших габаритов (длина: 10 м, ширина: 6 м, высота: 11 м, масса с маслом: 250 тонн) имеют однофазное исполнение. Необычным инженерным решением является установка между выводами обмоток 10 кВ этих трансформаторов и отходящими шинами 10 кВ вместо токоограничивающих реакторов 10 кВ старых высокочастотных заградителей для линий 110 кВ.
В 2006 году в ходе реконструкции установлено
- 2 трансформатора 500/110 кВ по 250 МВА;
- 2 трансформатора 110/10/10 кВ по 40 МВА.

Установленная трансформаторная мощность после реконструкции в 2006 году 417*6+250*2+40*2=3082 МВА.
Магистральные линии:
- Опытная — Белый Раст (750 кВ, 87,2 км);
- Конаково (Конаковская ГРЭС) — Белый Раст — 88,9 км;
- Белый Раст — Бескудниково — 46,5 км;
- Белый Раст — Западная — Очаково — 83 км.

Опытные линии:
- 1150 кВ переменного тока — 1,2 км;
- 1500 кВ постоянного тока — 2,5 км.

### Ногинск
Первая подстанция 500 кВ в СССР, действует с 1955 года.
Мощность подстанции после замены оборудования в 2012 году 2002 МВА.
Оборудование:
- 2 трансформатора 500/110 по 345 МВА;
- 2 трансформатора 220/110 по 180 МВА.

В 2012 году проведена:
- замена 2 трансформаторов 500/110 на аппараты с мощностью 250 МВА;
- замена 2 трансформаторов 220/110 на аппараты с мощностью 250 МВА;
- установка 2 трансформаторов 500/220 по 501 МВА.

Магистральные линии:
- Ногинск — Бескудниково — 77,8 км;
- Ногинск — Чагино — 52,1 км;
- Владимир — Ногинск[9] — 116,4 км.

### Трубино
ПС «Трубино» (ПС-514) построена в 1966 году, расположена к северо-востоку от Москвы — в Ивантеевке. Мощность 2402 МВА.
Оборудование:
- 2 трансформатора 500/220 по 501 МВА с заменой в 2011—2012 на трансформаторы мощностью 801;
- 2 трансформатора 220/110 по 250 МВА с установкой еще 3 в 2011—2012 годах;
- 2 трансформатора 110/10 по 63 МВА.

Магистральные линии:
- Конаково — Трубино — 152,7 км;
- Трубино — Бескудниково — 37,7 км;
- Загорская ГАЭС — Трубино[14] — 87,4 км;
- Владимир — Трубино[9] — 158,5 км.
- Ново-Софрино — Трубино (220)[15] — 23,7 км.

### Пахра
ПС «Пахра» (ПС-509) построена в 1963 году, расположена к югу от Москвы — в Домодедово. Мощность 2065 МВА.
Летом 2013 г. предполагалось переименовать[когда?] в Сименс, но впоследствии переименование не состоялось (хотя на части ВЛ повесили таблички с новым названием). В декабре 2019 года на подстанции завершён 1-й этап реконструкции.
Оборудование:
- 2 трансформатора 500/110 по 500 МВА;
- 2 трансформатора 220/110 по 125 МВА;
- трансформатор 110/10 на 63 МВА.

Планируемое оборудование (ввод в 2012 году):
- 2 трансформатора 500/220 по 501 МВА;
- 2 трансформатора 220/110 по 250 МВА.

Магистральные линии:
- Пахра — ТЭЦ-26 — 17 км;
- Пахра — Чагино — 36,4 км;
- Каширская ГРЭС (иногда обозначена как Новокаширская) — Пахра — 129,6 км.

### Западная

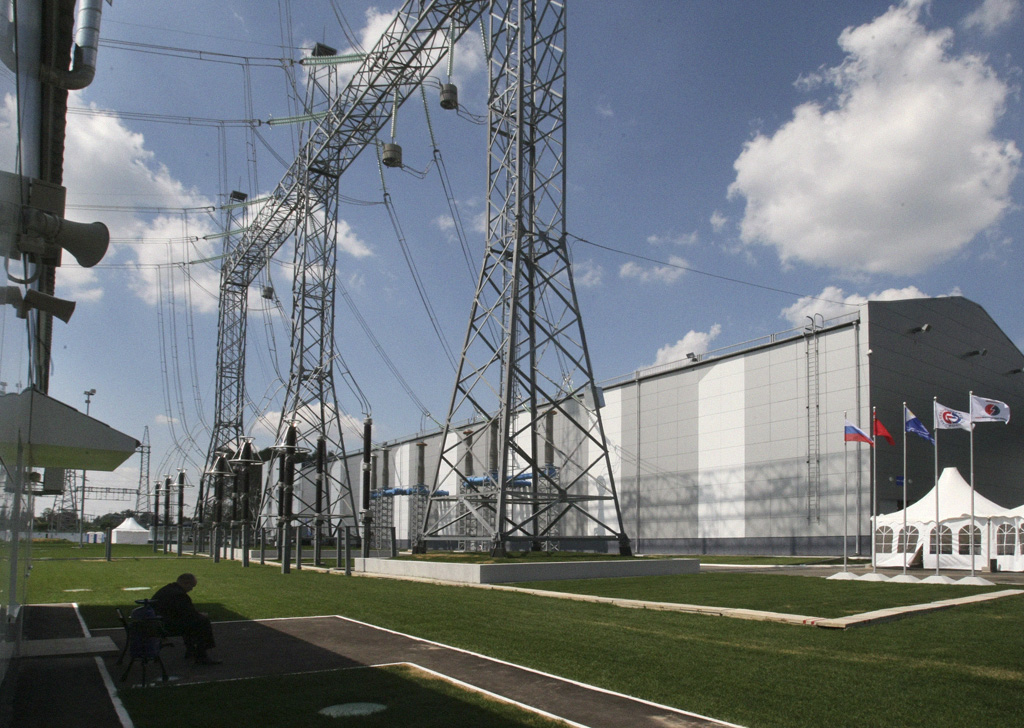
«Западная» подстанция в день ввода в эксплуатацию

ПС «Западная» (ПС-517) введена в строй 14 июля 2008 года. Расположена в Красногорском районе Московской области. Трансформаторная мощность подстанции равна 1126 МВА. На подстанции используется современное малогабаритное оборудование, благодаря чему подстанция занимает менее 3 га.
Оборудование:
- 2 трансформатора 500/220 — 500 МВА каждый;
- 2 трансформатора 220/20/20 — 63 МВА каждый;
- 2 трансформатора 220/20/20 — 125 МВА каждый;
- комплектные распределительные устройства с элегазовой изоляцией (КРУЭ) на 220 и 500 кВ.

Магистральных линий — всего 9, в рамках кольца 500 кВ — станция подключена в разрыв 83-километровой линии Белый Раст — Очаково.

### Каскадная (Руднево)
Решение о строительстве принято в конце 2007 года.
Запланированная мощность 1900 МВА, расположена на юго-востоке Москвы. Включена в кольцо осенью 2013 года. Самая новая подстанция кольца.
Запланированное оборудование:
- 2 автотрансформатора 500/220/10 по 500 МВА;
- 2 автотрансформатора 220/110/10 по 250 МВА;
- 4 трансформатора 220/10 по 100 МВА.

## Второе кольцо
Планируется формирование второго кольца 500 кВ, которое будет проходить вдоль Центральной кольцевой автомобильной дороги.
Первой подстанцией второго кольца стала ПС Дорохово с установленной мощностью 1669 МВА (два автотрансформатора 500/220 по 501 МВА; два автотрансформатора 220/110 по 250 МВА), расположенная в 8 км северо-восточнее Можайска. Эксплуатация подстанции началась в 2012 году.
Подстанция связана ЛЭП 500 кВ длиной 74 км с ПС Грибово.
Вторая подстанция, ПС Грибово с установленной мощностью 4552 МВА, была введена в строй 14 ноября 2012 года, она расположена в 5 км западнее Волоколамска. Она стала второй станцией в Подмосковье, работающей с напряжением 750 кВ. Автотрансформаторы подстанции: два 750/500 кВ по 1251 МВА, два 500/220 кВ по 501 МВА, два 220/110 кВ по 200 МВА. Подстанция соединена линией 750 кВ длиной около 250 км с Калининской АЭС, по которой выдает мощность энергоблок № 4.
Ведется реконструкция и переоборудование ПС Ярцево, которая достигнет установленной мощности 1583,3 МВА, войдет в состав второго кольца и свяжет с энергосистемой Москвы двумя ЛЭП 500 кВ Загорскую ГАЭС-2 (общая протяженность ЛЭП 62 км).

## Крупные аварии
25 мая 2005 года из-за аварии на подстанции Чагино кольцо было разорвано. Из-за дефицита электроэнергии развилось каскадное отключение смежных подстанций и потеря генерации на нескольких электростанциях. Была нарушена передача электроэнергии во многих районах Москвы, Подмосковья, а также в Тульской, Калужской и Рязанской областях. Последствия аварии были ликвидированы к 26 мая 2005 года.